# Райффершайд, Август
Август Райффершайд (3 октября 1835, Бонн — 10 ноября 1887, Страсбург) — германский филолог-классик и переводчик.

## Биография
С 1853 года изучал классическую филологию в Бонне, в 1860 году получил учёную степень доктора философии. С 1861 по 1863 год находился в научной командировке в Италии, в 1864—1866 годах вновь был командирован туда от Венской академии наук с целью разыскивать в библиотеках рукописи для издания «Corpus scriptorum ecclesiasticorum latinorum». В 1867 году стал экстраординарным профессором в Бонне, в 1868 году в Бреслау и в 1885 году в Страсбурге. В 1877 году стал членом-корреспондентом Венской Императорской академии наук.
Главные работы: «Suetoni praeter Caesarum libros reliquiae» (Лейпциг, 1860), «Bibliotheca Patrum latinorum italica» (Вена, 1865—1872), «Arnobii adversus nationes libri VII» (Вена, 1875), «Tertullian» (часть 1-я, Вена, 1890). Занимался переводом христианских рукописей с латыни на немецкий язык.